# Johann Georg Reinhard
Johann Georg Reinhard (* 5. März 1606 in Berlin; † 6. Juli (?) 1672 in Cölln an der Spree) war ein deutscher Jurist und Verwaltungsbeamter.

## Leben
Reinhard war der Sohn des markgräflichen Rats Samuel Reinhard und dessen Ehefrau Eva Behr.
Parallel zu seinem Schulbesuch lernte Reinhard privat Latein und Griechisch. In den Jahren 1622/23 studierte er an der Universität Wittenberg Philosophie, Politik und Ökonomie; die Immatrikulation dazu erfolgte bereits am 12. Juli 1617. An die Universität Frankfurt (Oder) wechselte er 1623 und blieb bis 1625. Den überwiegenden Teil seiner Vorlesungen genoss Reinhard privat bei Professor Martinus Milagius.
Nach dem erfolgreichen Abschluss seines Studiums 1625 begleitete Reinhard den kurbrandenburgischen Geheimen Rat Levin von dem Knesebeck nach Dänemark und zu den Feierlichkeiten anlässlich der Hochzeit von Markgräfin Katharina mit Gábor Bethlen.
Nach seiner Rückkehr ging Reinhard 1626 an die Universität Leiden und blieb bis 1628. In diesem Jahr trat er eine längere Frankreichreise an. Ab 26. Juli 1628 studierte er an der Universität Orléans und wirkte dort auch als Aufseher in der Bibliothek der Deutschen Nation. Nach einem Aufenthalt in Paris (April/August 1629) kehrte er an die Universität Leiden zurück. Zusammen mit Freiherrn Heinrich von Friesen studierte er dort von Herbst 1629 und Frühjahr 1630.
Nach einer Rückkehr fand Reinhard eine Anstellung als Hofmeister von Joachim Werner von der Schulenburg und Kurt Ludolf von Arnim. Arnim begleitete er auch auf dessen zwei Reisen. Die erste führte zum Studium an die Universitäten Wittenberg (1631), Leipzig (1631/32) und Leiden (1633/35). Anschließend trat er eine Grand Tour durch die Niederlande, England, Frankreich und Italien an. Über Paris und Amsterdam ging es 1638 nach Berlin zurück.
Reinhards Karriere begann am 18. Oktober 1638 mit seiner Vereidigung als Konsistorialrat. Mit Wirkung vom 6. September 1639 wurde er zum Hof- und Kammergerichtsrat befördert. Als solcher war er ab 1640 in der märkischen Zentralverwaltung tätig.
Am 29. März 1647 nahm Fürst Ludwig I. von Anhalt-Köthen Reinhard in die Fruchtbringende Gesellschaft auf. Als Gesellschaftsnamen verlieh er ihm der Vergnügte und als Motto in Speise und Trank. Als Emblem wurde Reinhard der deutsche Bärenklau in einer Landschaft darzu eigen (Heracleum sphondylium L.) zugedacht. Im Köthener Gesellschaftsbuch findet sich Reinhards Eintrag unter der Nr. 468. Dort ist auch das Reimgesetz verzeichnet, welches er anlässlich seiner Aufnahme verfasst hatte:
Die deutsche Beerenklu vergnügung einem gibt
So wol in Speis' und Tranck': Jch bin Vergnügt geheißen
Deswegen worden hier: Kein mensch kan sein betrübt
Der sich der lieb' und furcht des Herren wird befleißen
Vergnügt ist seine Seel' in dem sie bleibt geliebt
Von Gott, dem niemand sie kan aus den händen reißen
Vergnügt sol auch der leib alsdan volkömlich sein
Wan er Zur ruhe wird des himmels kommen ein.
Am 30. September 1653 wurde er als Gerichtsrat zum Appellationsgericht in Ravensberg berufen und mit Wirkung vom 30. Oktober 1658 gehörte er der Justizkommission des Geheimen Rats an.
1668 wurde Reinhard überraschend entlassen. Im darauffolgenden Jahr wurde ihm das Amt des Kanzlers der magdeburgischen Regierung angeboten. 1670 legte er auch dieses Amt nieder. Reinhard blieb am Hofe Herzogs August von Sachsen-Weißenfels, des letzten Oberhaupts der Fruchtbringenden Gesellschaft, nur noch das Amt eines Geheimen Rats.
Im Alter von 66 Jahren starb Johann Georg Reinhard am 6. Juli 1672 in Cölln an der Spree.

## Familie
Am 26. März 1640 heiratete Reinhard seine Frau Eva Sibylla Striepe, eine Tochter des kurbrandenburgischen Pfennigmeisters Hoyer Striepe. Ihre Tochter Elisabeth Sibille heiratete den kurbrandenburgischen Amtskammerrat Hans Jakob von Cratz († 20. Mai 1706), Eltern des Generalmajors Karl Friedrich von Cratz. Eine weitere Tochter, Eva Maria war mit dem Juristen Karl Ludwig Mieg (1633–1684) vermählt.